# Polhovica
Polhovica este o localitate din comuna Šentjernej, Slovenia, cu o populație de 42 de locuitori.